# 光线传媒
北京光线传媒股份有限公司（英語：Beijing Enlight Media Co., Ltd.）是中国的民营传媒娱乐集团，由王长田在1998年创建。当时中国娱乐节目甚少，王制作一档《中国娱乐报道》（1999年到2014年初称为《娱乐现场》）、《音乐风云榜》均已连续播出10年以上，发行的电影泰囧（12.66亿）《致青春》（7.26亿）成为现象级影片，2012、2013年投资制作发行影片20部，总票房超过40亿。自有品牌手游《分手大师》已于2014年6月上线。2016年《美人鱼》影片票房突破30亿刷新华语电影票房纪录。2025年《哪吒之魔童闹海》影片票房突破100亿人民币（13.72亿美元）并刷新多个全球电影票房纪录。
光线传媒现在制作多档娱乐节目，并在中国600多家电视台发行，形成强大的娱乐电视节目制作实力。目前光线传媒不止在制作电视节目，还延伸到电影、电视剧和艺人经纪等领域，都取得不错的成绩。
公司现拥有员工400余人，并在在北京、上海、广州、香港、台北、首尔均设有分公司或办事处。

## 发展历史
1998年，北京光线电视策划研究中心（光线传媒前身）成立。2000年改为现名。2005年，光线注资以电视包装为主的英事达公司。
2007年9月，光线传媒收购以生产电视剧为主东方传奇公司。2007年11月19日光线传媒和控股纳斯达克上市公司华友世纪(NASDAQ：HRAY)的华友控股集团控宣布股权合并，合并后双方将组建成为一家新的公司——光线华友传媒娱乐集团。在2008年3月6日，双方由于商业战略的分歧，导致合并失败。
2011年8月3日，光线传媒正式登陆深圳证券交易所创业板。
2015年3月4日，杭州阿里創業投資24億人民幣，即每股作價24.22元，認購深圳創業板上市的光線傳媒(深:300251)9900萬股，約占光線8.8%的股份，成為其第二大股東。
2016年5月下旬，光线传媒发布公告，宣布拟以换股、支付现金等方式，获得猫眼电影共计57.4%的股权。交易完成后，光线控股持有猫眼38.40%股权，光线传媒持有猫眼19%股权，光线成为猫眼的最大股东。
2018年3月10日騰訊旗下林芝騰訊科技以33.1704億元人民幣入股光線傳媒旗下新麗傳媒27.6420%股權
2020年11月，入选第十二届“全国文化企业30强”名单.
2021年9月，入选第十三届“全国文化企业30强”提名企业名单.

## 产品

### 电视节目
光线传媒是中国最大的电视节目制作和发行商，每天制作超过4小时的电视娱乐节目，而2008年以后追加投资3000万元用于节目制作和创新，大幅提高普通员工工资，用于招纳国内的传媒娱乐精英。王长田还宣布，将每年投资1.5亿元用于节目制作，并组建卫视工作室专门为全国的卫星电视频道定制节目，并使光线传媒每天的电视娱乐节目制作量提高到8个小时以上，继续巩固其作为中国最大的电视节目制作和发行商的地位。
主要作品有：《娱乐现场》、《音乐风云榜》、《最佳现场》、《影视风云榜》、《完美造型团》、《巨星梦想学院》、《帮帮忙》、《慈善歌会》、《淑女大学堂》、《身体密码》。

### 颁奖礼
主要作品有：《音乐风云榜颁奖盛典》、《娱乐大典》、《电视剧风云盛典》、《时尚风云榜颁奖盛典》、《模特大典》。

### 电影作品

光线影业LOGO

由旗下公司光线影业负责，影片的制作和发行主要是和香港电影公司合作。
已上映的主要作品有：《深海寻人》《导火线》《蝴蝶飞》《女人本色》《铁三角》《大搜查》《夺标》《证人》《亲密》《东邪西毒》终极版《完美新娘》《家有喜事2009》《气喘吁吁》《斗牛》《神兵小将》《阿童木》《花田喜事2010》《K-20》《出水芙蓉》《精武风云》《全城戒备》《人再囧途之泰囧》《致我們終將逝去的青春》《分手大师》《左耳》《新步步惊心》《陪安东尼度过漫长岁月》《港囧》《鬼吹灯之寻龙诀》《我是证人》《砰然星动》《恶棍天使》《你的名字。》《一出好戏》。

### 电视剧
由旗下的光线电视剧事业部、东方传奇公司、《630剧场》三大部门共同运营，年制作能力在300集左右。
有《浴火凤凰》、《好好过日子》、《谁怜天下慈母心》、《都是爱情惹的祸》、《闲人马大姐》、《男人四十跑出租》、《玫瑰玫瑰我爱你》、《清明酒家》、《我们的家园》、《咱老百姓的故事》、《巴哥正传》、《老威的X计划》、《老威的X计划（续）》、 《双人房单人床》、《欢乐青春》、《体育人家》、《乘龙怪婿》、《生活甜蜜蜜》、《网虫日记》、《新马大姐》、《暴雨梨花》、《房前屋后》、《新上海滩》、《中国兄弟连》、《落地请开手机》、《鹰与枭》、《A 计划》、《张礼红的现代生活》、《福祸相依》等。

### 电视包装业务
主要由光线注资的北京英事达传播文化有限公司负责。

### 动漫与游戏
成立彩条屋影业有限公司负责相关事宜。

## 艺人
艺人主要是由主持人为主。

### 光线传媒艺人
- 柳岩
- 谢楠
- 大左
- 索妮(常索妮)
- 邹兆龙
- 黄征
- 包贝尔
- 刘鑫
- 丁禹兮
- 孙千
- 辛雲來
- 任敏
- 章若楠
- 孫浠倫
- 姜卓君
- 羅秋韻

### 已解约艺人
- 胡夏
- 李霞
- 风云帮
- 沈丽君
- 汤灿
- 戚玉武